# Sjavarna
Sjavarna (bulgariska: Шаварна) är ett vattendrag i Bulgarien.   Det ligger i regionen Lovetj, i den centrala delen av landet, 150 km nordost om huvudstaden Sofia.
Trakten runt Sjavarna består till största delen av jordbruksmark. Runt Sjavarna är det ganska glesbefolkat, med 24 invånare per kvadratkilometer.